# Media cyfrowe
Media cyfrowe – dowolnego rodzaju treści zakodowane cyfrowo, najczęściej przez binarny ciąg cyfr, odczytywane za pomocą cyfrowych urządzeń elektronicznych.

## Sposób zapisu
W zależności od formatu, treści mogą być zakodowane w różnym formacie zgodnym ze standardem rozszerzenia pliku (np. PDF, AVI, MP3) albo systemie znaków (m.in. ASCII, Unicode), które następnie przy użyciu systemu binarnego są zapisywane na magnetycznych lub elektronicznych nośnikach danych.

## Historia

### Cyfrowa rewolucja
Więcej informacji: Rewolucja naukowo-techniczna
Wraz z pojawieniem się pierwszych komputerów w XX wieku rozpoczął się powolny proces zmian – informacje zaczęto przechowywać w formie cyfrowej. Zdigitalizowane kopie danych nie ulegały takiemu szybkiemu zużyciu jak ich analogowe wersje, dzięki czemu można było przechowywać większe ilości danych bez obawy, że ulegną one zniszczeniu pod wpływem czynników środowiskowych. Następnie, dzięki powstaniu i rozwojowi internetu uzyskano nowe możliwości wymiany informacji. Zapoczątkowało to ogromną falę przemian w mediach – zaczęto odchodzić od gazet drukowanych i telewizji na rzecz e-gazet i portali internetowych.

### Początek mediów internetowych
Proces cyfryzacji miał całkiem duży wpływ na media. Jedną z pierwszych gazet internetowych w historii jest Plato News Report, stworzona przez Bruce’a Parrello w 1974 roku na Uniwersytecie Illinois. W następnych latach coraz więcej gazet zaczęło przenosić się do sieci, w latach 90 XX wieku istniały już ich setki. Ale nie tylko gazety odnalazły swoje miejsce w internecie – w tym samym czasie zaczynały korzystać z niego inne media, takie jak radio i telewizja. Pierwszą cyfrową transmisją HD była relacja z Mistrzostw Świata w piłce nożnej w 1990 roku wyświetlana na terenie Hiszpanii i Włoch. Kilka lat później powstało pierwsze internetowe radio – „Internet Talk Radio” założone przez Carla Malamuda w roku 1993. W Polsce prekursorem w tej kategorii było „Radio NET” założone w grudniu 1998 roku.

## Następstwa cyfryzacji mediów

### Zastąpienie telewizji analogowej cyfrową
Więcej informacji: Telewizja cyfrowa, Telewizja analogowa
Wraz z postępem cyfryzacji, telewizja cyfrowa powoli zaczęła wypierać telewizję analogową. Jej główne zalety to:
- Poprawa jakości obrazu i dźwięku
- Wprowadzenie telewizji wysokiej rozdzielczości (HDTV)
- Równoległe nadawanie kilku ścieżek dźwiękowych (dźwięk przestrzenny)
- Nadawanie większej ilości kanałów na jednym paśmie[5]

Początki telewizji cyfrowej w Polsce sięgają roku 1996, kiedy zaczęły powstawać plany pierwszej telewizji cyfrowej. Dwa lata później, 1 czerwca 1998 roku powstała pierwsza polska platforma cyfrowa – „Wizja TV”. Jednakże stała emisja naziemnej telewizji cyfrowej (DVB-T) rozpoczęła się dopiero w 2010 roku, a zastąpiła ona całkowicie telewizję analogową w lipcu 2013 roku.

### Dziennikarstwo obywatelskie
Więcej informacji: Dziennikarstwo obywatelskie
Wraz z rozwojem internetu zaczęła rozwijać się nowa gałąź medialna – dziennikarstwo obywatelskie. Należą do nich między innymi blogi i niezależne portale internetowe. Ich głównym celem jest tworzenie zróżnicowanej przestrzeni medialnej, w której każdy będzie mógł wygłosić swoją opinię na wybrany temat przy minimum interwencji redakcyjnej. Ich twórcami są najczęściej amatorzy i wolontariusze, czasami współpracujący z profesjonalnymi dziennikarzami.

### Zmiany roli i funkcji mediów
Przed rewolucją cyfrową media miały charakter masowy – taka sama treść była kierowana do wszystkich odbiorców. Obecnie nastąpiła zmiana celów mediów, którymi są teraz przede wszystkim interaktywność, mobilność, zamienność i kompatybilność. Następuje odmasowienie mediów, których przekaz jest dostosowywany od określonych odbiorców, zależnie od ich zainteresowań oraz stylu życia. Media stają się coraz bardziej interaktywne, odbiorca zaczyna mieć coraz większy wpływ na nadawcę i formę przekazu.

## Rodzaje mediów
Do mediów cyfrowych możemy zaliczyć między innymi:
- Telewizję cyfrową
- Portale internetowe
- Radio cyfrowe
- Gazety internetowe
- Telewizję internetową
- Radio internetowe
- Broadcasty
- Blogi
- Wideoblogi
- VoD
- Portale społecznościowe